# نصب النصر (مينسك)
نصب النصر (بالبيلاروسية: Манумент Перамогі) عبارة عن مسلة تقع في مينسك عاصمة بيلاروسيا. تخليداً لضحايا الحرب الوطنية العظمى.
النصب التذكاري هو أحد رموز عاصمة بيلاروسيا، وكذلك مكان لمختلف الأحداث تكريما للفوز في الحرب الوطنية العظمى.
توضع أكاليل نصب النصر في يوم استقلال جمهورية بيلاروسيا.
أثناء الزيارات الرسمية لجمهورية بيلاروسيا، يتم بالضرورة تضمين حفل وضع إكليل الزهور في نصب النصر في مينسك.